# Thomas Matter
Thomas Matter, conosciuto anche come Tommy Matter (Liestal, 23 marzo 1966), è un imprenditore e politico svizzero dell'Unione Democratica di Centro (UDC). Dal 2014 è membro del Consiglio nazionale per il Canton Zurigo.

## Biografia
Di professione imprenditore, Thomas Matter è entrato in Consiglio nazionale per il Canton Zurigo a giugno 2014, subentrando al collega di partito dimissionario Christoph Blocher.
Alle elezioni federali del 2015 venne confermato nella carica con 141 215 preferenze, risultando il quinto candidato più votato del cantone. Alle elezioni federali del 2019 venne confermato con 115 138 preferenze, il quinto candidato più votato. Anche alle elezioni federali del 2023 venne rieletto risultando il quarto candidato più votato con 129 707 preferenze.